# Elise Norberg

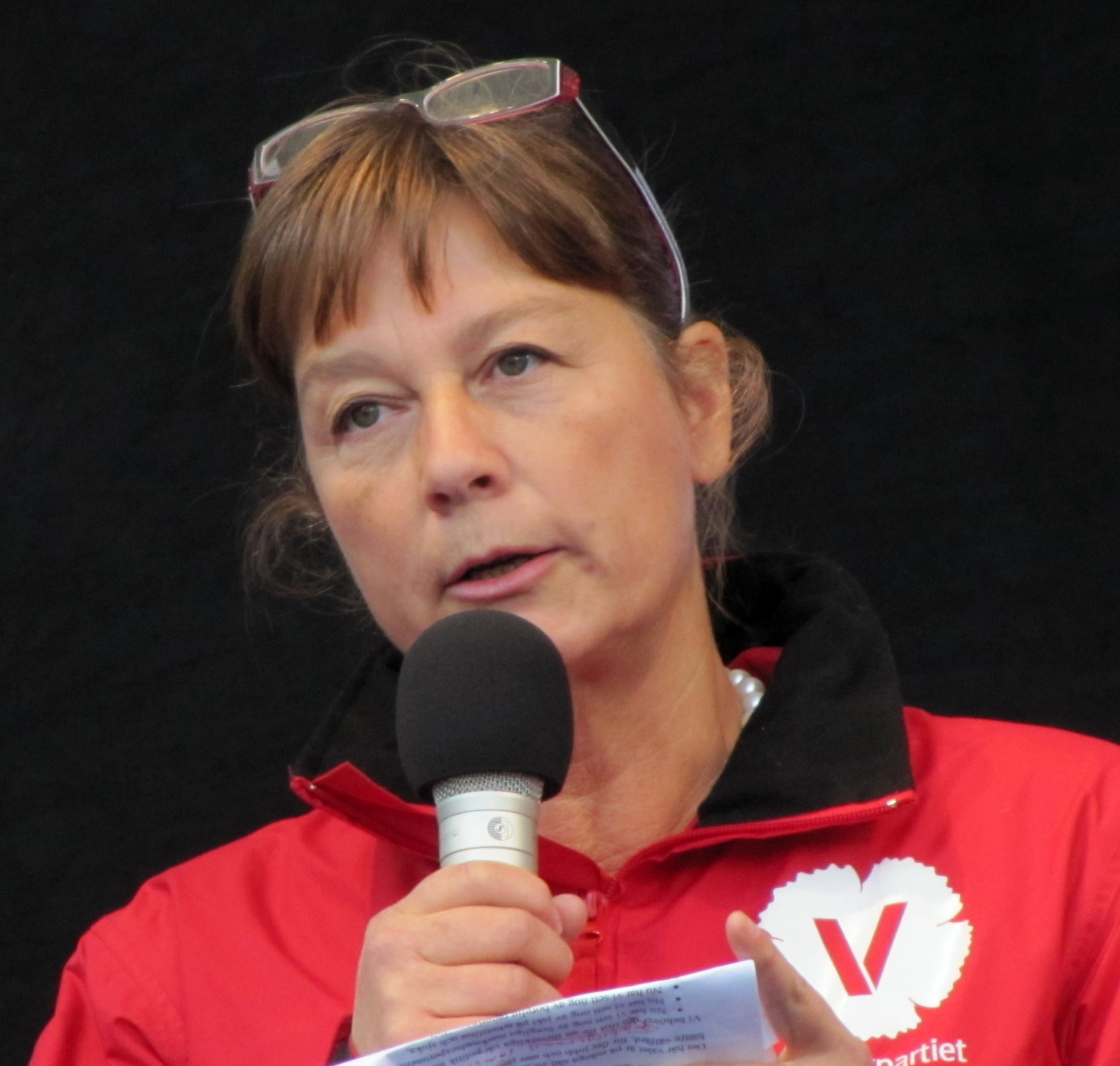
Elise Norberg Pilhem 2010.

Elise Mariette Norberg Pilhem, född 24 juni 1953 i Hörkens kyrkobokföringsdistrikt, Örebro län, är en svensk politiker (vänsterpartist) och sjuksköterska.
Hon har varit distriktsordförande för Vänsterpartiet Göteborg, ordförande för Vänsterpartiet Västra Götaland och ledamot av Vänsterpartiets partistyrelse samt dess verkställande utskott. Hon har sedan 2010 haft en rad olika uppdrag inom Västra Götalandsregionen och Göteborgs stad. Sedan 2016 sitter hon i styrelsen för NU-sjukvården, där bland annat sjukhusen i Uddevalla och Trollhättan ingår. Sedan 2017 är Norberg Pilhem distriktsordförande för Vänsterpartiet Fyrbodal.
Norberg Pilhem var 1994–2006 landstingsråd i Örebro läns landsting. Vid valet den 20 september 1998 blev hon invald till Sveriges riksdag för Örebro läns valkrets, men hon avsade sig uppdraget endast några veckor senare och ersattes den 5 oktober 1998 av Murad Artin.
Inför valet av Jonas Sjöstedt som partiordförande för Vänsterpartiet var Norberg Pilhem sammankallande för den particentrala valberedningen som föreslog för kongressen att utse Sjöstedt till partiordförande.